# Státní znak Bhútánu
Státní znak Bhútánu je velmi podobný bhútánské vlajce – na znaku i vlajce je drak, žlutá barva a oranžová barva, což je buddhistická symbolika.
Státní znak byl navržen mongolským umělcem na objednávku Aši Taši Dorji, pratetou tehdejší královny. Oficiální popis uvádí: 
| „          | "Státní znak je kulatý a skládá se z diamantu-blesku (dorje), který se nachází nad květem lotusu, kolem toho je šperk a na rozích znaku jsou dva draci. Blesk symbolizuje harmonii mezi demokracií a náboženstvím. Květ Lotusu symbolizuje čistotu, šperk symbolizuje moc a dva draci, muž a žena, symbolizují název země." | “ |
| — [zdroj?] | |   |